# Daniel Messersi
Daniel Messersi (* 29. Dezember 1992) ist ein italienischer Badmintonspieler.

## Karriere
Daniel Messersi gewann bei den Uganda International 2011 die Herrendoppelkonkurrenz gemeinsam mit Giovanni Greco. Auch 2013 waren beide dort gemeinsam im Doppel erfolgreich. Bei den nationalen Titelkämpfen wurde Messersi 2012 Vizemeister im Einzel. Im gleichen Jahr nahm er auch an den Badminton-Europameisterschaften teil. Dort schied er im Einzel in der ersten Runde aus. Im Doppel mit Greco wurde er 17.